# Gyttja

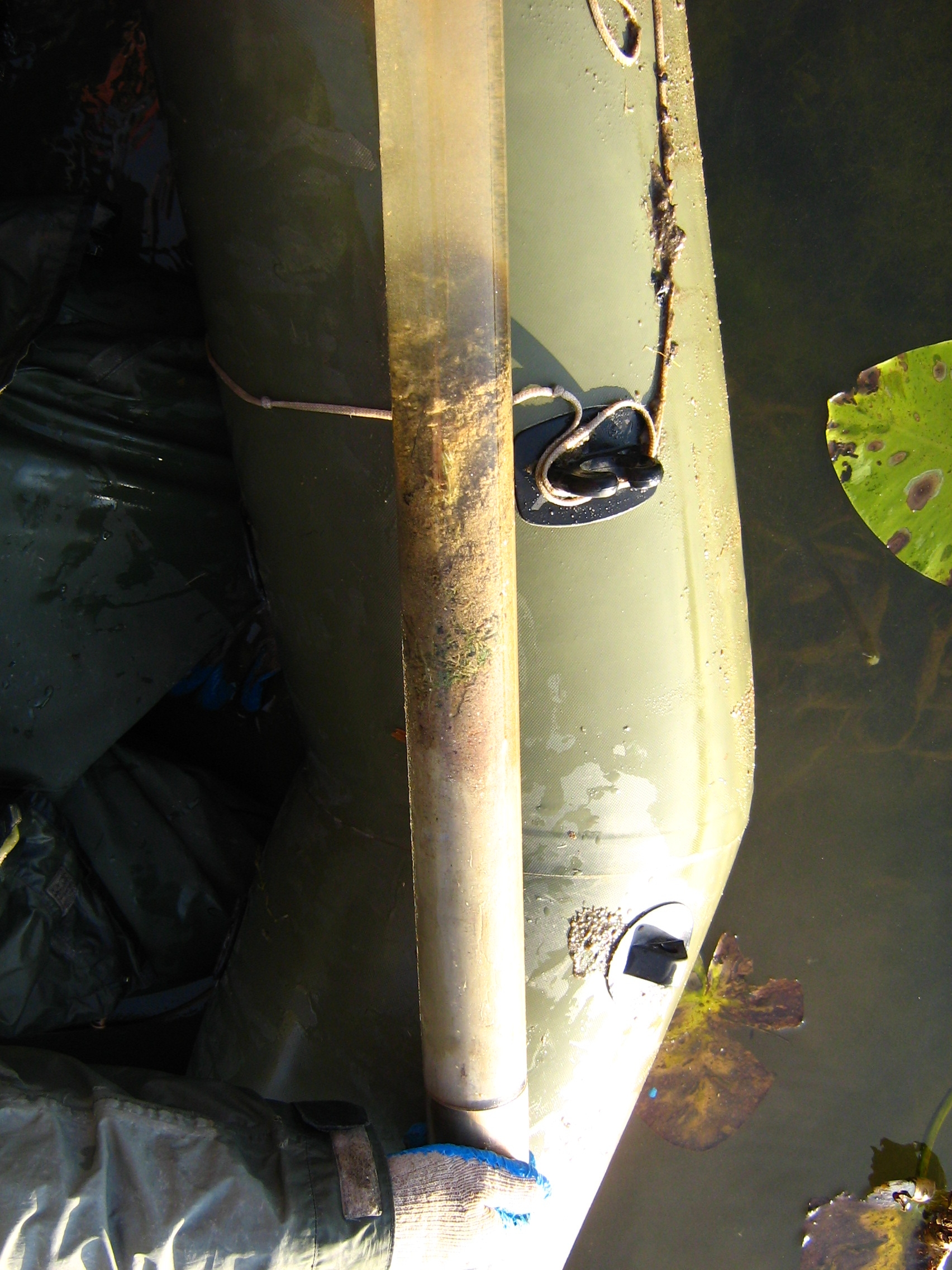

Gyttja is een organisch sediment. De term gyttja komt uit het Zweeds en wordt in de aardwetenschappen gebruikt, ook in andere talen.
Gyttja kan bestaan uit: resten van micro-organismen (vaak diatomeeën), afzettingen van calciumcarbonaat na de assimilatie van koolstofdioxide door planten, alsook resten van dieren en hun uitwerpselen (feces en pseudofeces). Gyttja kan worden afgezet op de bodem van zuurstofrijke en eutrofe tot zuurstofarme en oligotrofe, stilstaande wateren, zoals meren en poelen. Indien het onder zuurstofloze (anaerobe) omstandigheden wordt afgezet, dan spreekt men van een sapropeel. 
Het sediment is een fijnkorrelige, groene tot geelbruine modder, ook wel aangeduid als bagger of bodemslik en is na afzetting vaak elastisch. Al naargelang het hoofdbestanddeel worden verschillende soorten gyttja onderscheiden, zoals: algengyttja, detritusgyttja en kalkgyttja (moeraskalk).
Bij doorgaande afzetting van gyttja treedt uiteindelijk verlanding op.